# Арктичний геосинклінальний пояс

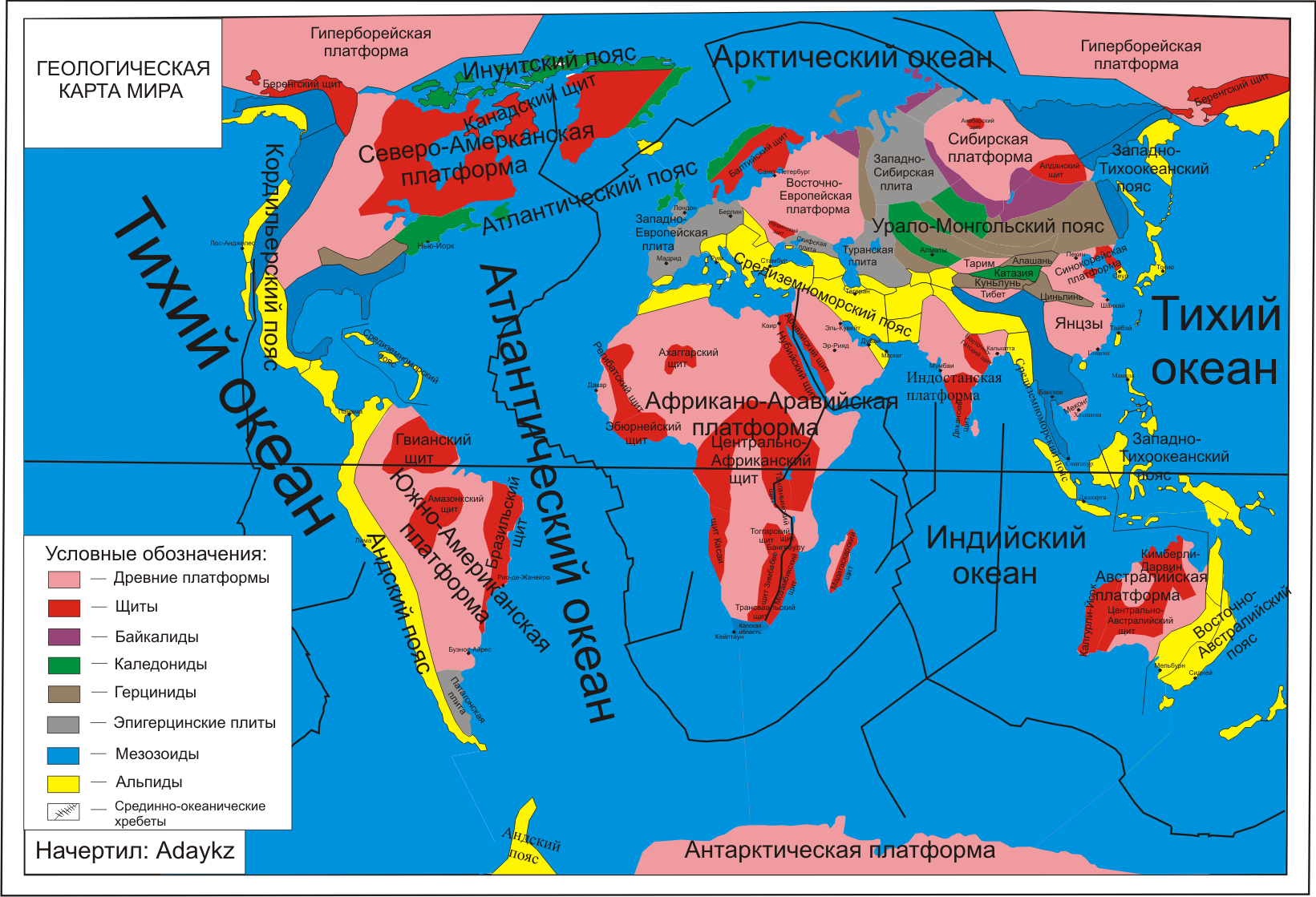
Складчасті пояси на мапі світу

Арктичний геосинклінальний пояс — рухомий пояс земної кори, який включає палеозойські і мезозойські складчасті споруди Півн. Ґренландії, Канади, Аляски, північного сходу РФ. Простягається від Канадського Арктичного Архіпелагу до північно-східної Гренландії уздовж сучасних північних окраїн Азії й Північної Америки, відокремлюючи Сибірський і Північно-Американський кратони від Гіперборейського (Арктиди). На заході він зчленовується з Урало-Монгольським поясом, на сході — з Північно-Атлантичним. Іноді Арктичний пояс називають Інуїтський.